# Paweł Banaś (urzędnik)
Paweł Jan Banaś (ur. 14 sierpnia 1962 we Wrocławiu) – polski urzędnik państwowy, w latach 2005–2007 podsekretarz stanu w Ministerstwie Finansów.

## Życiorys
Syn Jana. Studiował na Wydziale Filozofii Katolickiego Uniwersytetu Lubelskiego, następnie (w latach 1982–1989) w Instytucie Orientalistycznym Uniwersytetu Warszawskiego. W 1993 ukończył Krajową Szkołę Administracji Publicznej (I promocja). W latach 2010–2015 i 2017–2018 był prezesem Stowarzyszenia Absolwentów Krajowej Szkoły Administracji Publicznej.
W latach 1989–1991 pracował jako dziennikarz działu zagranicznego „Gazety Wyborczej”. Od 1993 do 1998 był zatrudniony w Najwyższej Izbie Kontroli. Następnie do 2000 kierował Generalnym Inspektoratem Celnym. W 2001 organizował w Ministerstwie Finansów Departament Informacji Finansowej. W latach 2001–2005 ponownie pracował w NIK, stojąc na czele Departamentu Gospodarki, Skarbu Państwa i Prywatyzacji.
21 listopada 2005 został podsekretarzem stanu w Ministerstwie Finansów. Objął funkcje generalnego inspektora kontroli skarbowej, pełnomocnika rządu do spraw zwalczania nieprawidłowości finansowych na szkodę Rzeczypospolitej Polskiej lub Unii Europejskiej oraz generalnego inspektora informacji finansowej. Z administracji rządowej odszedł 21 listopada 2007. Został później p.o. dyrektora Departamentu Audytu Wewnętrznego w Narodowym Banku Polskim. Potem powrócił do pracy w NIK, został radcą prezesa izby.

## Odznaczenia
W 1996 został odznaczony Srebrnym Krzyżem Zasługi.